# Узгој парадајза на отвореном пољу
Узгој парадајза на отвореном пољу ограничен је климатским условима, првенствено темепратуром, и могућ је само у безмразном раздобљу. Раст и развој, до првих зрелих плодова, може трајати 90 до 110 дана. Принос зависи од периода плодоношења и температура у то време. Зелени плодови, који су 2-3 дана изложени температури нижој од 5 °C, не могу више сазрети. Због тога су важни услови, и у пролеће, и почетком јесени.

## Ђубрење и припрема земљишта
Као и код других култура, проблем ђубрења парадајза треба посматрати у функцији природне плодности земљишта, планираног приноса и цене ђубрива. Парадајз је култура која се ђубри стајњаком и минералним ђубривима. Природна плодност парцела у датим условима, као тип земљишта диктирају потребне количине стајњака. Оријентационо се узима да је за 1 ха потребно 40-50 т згорелог говеђег стајњака. Уколико се ђубри овчијим или живинским ове количине треба смањити за 3-4 пута. Стајњак се уноси у јесен под дубоко зимско орање. Ђубрење минералним ђубривима је такође потребно. Ова ђубрива утичу на раносност, величину и квалитет приноса.
Парадајз је култура која за успешан развој изискује обилну и пажљиво избалансирану исхрану. Обилна исхрана азотом потенцира вегетативни пораст, али уколико није у одговарајућој равнотежи са осталим елементима, изазива опадање цветова, закашњење сазревања и трулеж плодова. Фосфорна ђубрива утичу на повећање приноса и раније стасавање плодова. У зависности од планираног приноса, типа производње и богатства земљишта у хранивима уноси се око 120-160 кг/ха N, 180-220кг/ха , и 100-150 . Половину од 2/3 ПИК ђубрива уносимо у јесен или у рано пролеће пре затварања зимске бразде, а остали део се даје пред сетву. Од укупне количине азота једна половина се уноси пред садњу или сетву, а друга половина оставља за прихрањивање усева.

## Производња расада парадајза
Расад за сваки хибрид парадајза мора бити оптимално развијен, што омогућава брзо обнављање корена и даљи раст биљака. Расад парадајза се производи најчешће у заштићеном простору, а за касну производњу на отвореном пољу, може и на отвореним лејама.
Најбољи објекти су они са могућношћу за допунско загревање ваздуха и земљишта. У објектима са грејањем гаји се рани расад који се сади 60-80 дана после ницања и најчешће се производи пикирањем. Објекти без допунског загревања користе се за производњу средње раног или касног расада, јер је у њима сетва могућа тек у марту за врсте мање осетљиве на мраз. Међутим, при гајењу расада, без обзира на тип објекта, морају се обезбедити оптимални услови који су различити у зависности од врсте. Расад парадајза може бити рани, средње рани и касни, затим расад „голих жила“ и из саксија и контејнера.

### Време сетве расада парадајза
Сетва квалитетног семена одабраних Ф1 хибрида или сорти парадајза врши се од средине јануара до краја марта, у топле леје, млаке леје, топле леје у пластеницима, леје у пластеницима и отворене леје, у сандучиће или различите типове контејнера, у зависности од времена сетве, начина производње, и температурних услова. Појава поника је моменат ницања парадајза и представља критичан моменат. Појавом котиледоних листова температура ваѕдуха мора се снизити на 15-16 °C дневна и дневна 12-13 °C ноћна и смањити влажност земљишта. Температура се повећава 18-20 °C дневна када је сунчано и 16-18 °C када је облачно време, и ноћна 14-16 °C.У овом периоду треба водити рачуна и о влажности, како земљишта тако и ваздуха.

### Пикирање биљака
Пикирање се изводи да би се повећао животни простор биљкама неопходан за развој и развице парадајза. Ова мера се изводи када су биљке у фази трећег сталног листа листа. За пикирање се користе стакленици, пластеници или топле леје у којима је температура пар степени нижа од клијалишта. Земљиште на коме се изводи пикирањеје смеша супстрата, само у већем проценту баштенске ѕемље у односу на клијалишни супстрат. Температура супстрата треба да је изнад 15 °C. Биљке се пикирају (пресађују) на растојање од 10-12 цм у јамице које се формирају садиљком или у браздицу или једноставно прстом, све до котиледоних листова. Пикиран расад потребо је залити млаком водом и засенити док се биљке не укорене.

### Нега расада парадајза
Нега се састоји од проветравања, прихране уколико је потребна, плевљења од коровских биљака, заливања и заштите. Након пикирања температура у пластенику не би требало да прелази 20 °C, а обичних дана 17-18 °C, односно 15-16 °C ноћу. Када се формира 4.- 5. стални лист температура се снижава за 2- 3 степена.
Расад се пажљиво залива, јер превише воде може да доведе до прекомерног раста биљака. Уколико расад треба да се прихрани изводи се 1-2 седмице после пикирања или 8- 10 дана пре расађивања. У изузетним случајевима, уколико у супстрату преовладава тресет, треба извсти прихрањивање у оба наврата. Проветравање је обавезна и свакодневна мера неге. Интензитет и дужина проветравања првенствено зависе од температурних услова спољне средине. Заливање расада се обавља по потреби, ако је могуће, топлом водом. Проветравање расада мора бити свакодневно, прилагођено условима спољне средине. Сузбијање корова обавља се дезинфекцијом земљишта или применом одговарајучих хербицида пре сетве.

## Каљење парадајза
Каљење расада се, у суштини, састоји у интензивном проветравању топлих леја.
Каљење расада почиње 15 дана пре термина расађивања на отвореним површинама. Оно се изводи на следећи начин:
- првих 6-7 дана скидају се прозори и леје остају отворене преко целог дана,ноћу се леје поново покривају само прозорима а асуре се више не користе
- последних 7-8 дана леје остају отворене и дању и ноћу

Тек овако каљењем припремљен расад може се успешно употребити за расађивање. У стакленицима се расад никада не може овако темељито калити. Зато се препоручује да се расад из стакленика прво пресади у млаке или хладне леје ,а да се након каљења пресади на стално место. Неколико часова пред вађење расада потребно је земљиште у леји (пластенику или стакленику) обилно залити како би се расад лакше чупао(вадио) и како би се жилице кореновог система што мање оштетиле.

## Расађивање
Вађење расада из леја треба организовати да се извади само онолико расада колико може да се расади. Извађени расад се штити од ветра и сунца покривањем влажном асуром или јутеном крпом,а коренов систем треба да му буде у води, нарочито ако расад стоји 3-5 сати.
Пре самог расађивања биљака на стално место треба земљиште добро припремити. Припрема земљишта зависи од предвиђеног начина наводњавања и међуредне обраде парцеле на коју се расад расађује.
Расађивање биљака на стално место може се вршити двојако:
- машински: Kод овог начина треба рачунати на то да се неће примити 5-10% биљака,нарочито ако се расађивање врши у летњем периоду
- ручно: Oвај тип расађивање,ако се правилно изврши може да гарантује пријем и до 100%. Треба напоменути да после расађивања треба парцелу обилно залити.[6]

## Заштита парадајза на отворњном пољу
Код парадајза заштита од болести је изузетно важна. јер парадајз нападају велики број бактеријалних, гљивичних и вирусних обољења. Од бактеријалних значајне су пегавост лишћа и плодова а сузбијају се превентивним мерама и бакарним препаратима. Гљивичних обољења има велики број али најзначајнији су, племењача, алтернарија, пепелница, фузаријум и вертицилијум. Све болести сузбијају се превентивним третирањем одговарајућим фугицидима и применом превентивних мера. Парадајз такође напада велики број вирусних обољења али против вируса су могуће само превентивне мере. Парадајз напада већи број штеточина при чему озбиљне штете могу да изазову земљишне штеточине, лисне ваши и кромпирова златица. Сузбијање ових штетника обавља се стандардним методама.
Корови у парадајзу сузбијају се хербицидима а то је различито, све зависи од начина производње. Ако се производи директном сетвом онда се користи Даyмид WП-80 6-7 кг/ха пре сетве или Девринол WП-50 3-4 кг/ха такође пре сетве и Снцор 0,5 кг/ха у фази 6-7 листова. При производњи из расада користи се трефлан у количини 2 кг/ха пре садње уз инкорпорацију. У производњи парадајза у циљу спречавања пораста корова, рационалније употребе воде за заливање и ради остварења виших приноса веома много се примењује различито малчовање. Специфичне мере неге примењују се само код индертерминантних сорти и то само ако се гаје уз потпору.
Парадајз индетерминантних сорти ако се гаји на једно, два или три стабла мора се гајити уз потпору. Та потпора може бити различита, најчешће је то колац, шпалир, а у заштићеном простору везивање биљака се врши помоћу канапа за конструкцију. Пошто парадајз има особину јаког гранања ако желимо узгој на једно или два стабла онда се заперци морају на време уклањати, најбоље је ако се уклањају када су дужине до 5 цм. Веома важно је који ће заперак да се остави за друго стабло, то је најчешће прва грана испод прве цвасти, ако се оставља на три стабла онда и прва грана изнад цвасти. Вршикање или декаптација, примењује се најчешће код раних али може и код касних индертеминантних сорти у заштићеном простору то је редовна мера. На ком месту ће се извршити декаптација стабла зависи од тога када се жали завршити производња, обично се код ране производње обавља после 4-5 цвасти. 

## Берба
Берба парадајза код индетерминантних сорти обавља се сукцесивно због сукцесивног сазревања. Од ницања до зрења код парадајза протекне око 105 дана, производња парадајза 130 дана а од оплодње до зрења око 40-50 дана. Парадајз за свежу потрошњу се искључиво бере ручно када плод сазри. За дужи транспорт парадајз се бере у транспортној зрелости. За индустријску прераду парадајз се може брати и комбајнима, али тада користити сорте са уједначеним зрењем да у берби има бар 80% зрелих плодова. Принос парадајза зависи од начина производње, сорте и примењене агротехнике. Код индетерминантних се креће 40-60 т/ха, код детерминантних 30-40 т/ха и код индустријских 40-100 т/ха.